# Donje Krnjino
Donje Krnjino (izvirno srbsko Доње Крњино) je naselje v Srbiji, ki upravno spada pod Občino Babušnica; slednja pa je del Pirotskega upravnega okraja.

## Demografija
V naselju živi 231 polnoletnih prebivalcev, pri čemer je njihova povprečna starost 48,3 let (47,8 pri moških in 48,8 pri ženskah). Naselje ima 90 gospodinjstev, pri čemer je povprečno število članov na gospodinjstvo 3,01.
To naselje je, glede na rezultate popisa iz leta 2002, večinoma srbsko.
|  |

| Demografija | Demografija     | Demografija     |
| Leto        | Št. prebivalcev | Št. prebivalcev |
| ----------- | --------------- | --------------- |
|             |                 |                 |
|             |                 |                 |
|             |                 |                 |
|             |                 |                 |
| 1948        | 619             |                 |
| 1953        | 636             |                 |
| 1961        | 522             |                 |
| 1971        | 474             |                 |
| 1981        | 377             |                 |
| 1991        | 338             | 338             |
| 2002        | 271             | 271             |
|             |                 |                 |

| Etnična sestava po popisu iz leta 2002 | Etnična sestava po popisu iz leta 2002 | Etnična sestava po popisu iz leta 2002 | Etnična sestava po popisu iz leta 2002 | Etnična sestava po popisu iz leta 2002 |
| -------------------------------------- | -------------------------------------- | -------------------------------------- | -------------------------------------- | -------------------------------------- |
| Srbi                                   | Srbi                                   |                                        | 262                                    | 96,67%                                 |
| Romi                                   | Romi                                   |                                        | 9                                      | 3,32%                                  |
| Neznano                                | Neznano                                |                                        | 0                                      | 0,0%                                   |